# Polleniopsis milina
Polleniopsis milina är en tvåvingeart som beskrevs av Fan och Chen 1987. Polleniopsis milina ingår i släktet Polleniopsis och familjen spyflugor. Inga underarter finns listade i Catalogue of Life.